# 中国书店

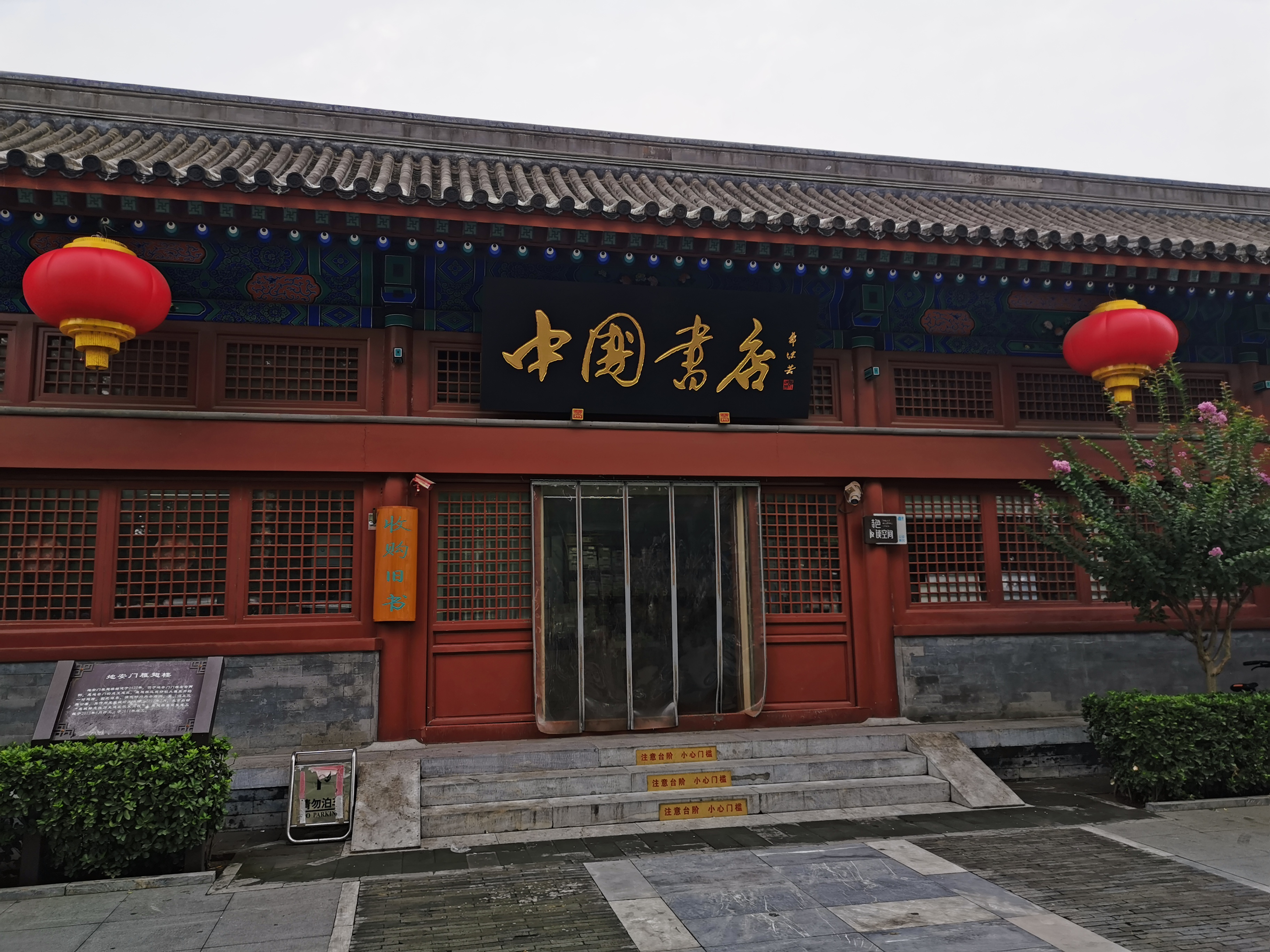
位於南鑼鼓巷附近的中國書店

中国书店是北京市的一家国有古旧书店，其总店位于北京市西城区南新华街177号瑞祥大厦。

## 历史
中国书店成立于1952年，是中国首家国有古旧书店。1958年，中国书店兼并了北京市111家私营古旧书店，成为北京市古旧书业的继承者及主体。如今，中国书店是“拥有图书出版、发行、拍卖以及古旧书收售、书画、艺术品销售等多元化经营的综合文化企业。”

## 组织
中国书店的实体店除了中国书店总店外，还有不少分店，分布在北京市各地：
- 中国书店总店：西城区南新华街177号瑞祥大厦
- 中国书店琉璃厂店：西城区琉璃厂东街115号
- 中国书店古籍书店：西城区琉璃厂西街34号
- 中国书店来薰阁书店：西城区琉璃厂西街18号
- 中国书店松筠阁书店：西城区琉璃厂东街106号
- 中国书店出版社：西城区南新华街177号
- 北京海王村拍卖公司：西城区琉璃厂东街115号
- 中国书店北京安徽四宝堂商店：西城区琉璃厂东街115号院
- 海王村工艺品商场：西城区琉璃厂东街115号大院
- 瑞祥泰画廊：西城区琉璃厂西街57号
- 中国书店海淀书店：海淀区海淀西大街39号
- 中国书店中关村书店：海淀区海淀西大街21号
- 中国书店前门书店：东城区前门大街80号